# Piperacillin

Piperacillin

Piperacillin är ett semisyntetiskt bredspektrumantibiotikum som hör till gruppen betalaktampenicilliner. Det verkar genom att hämma cellväggssyntesen hos bakterier och utövar effekt mot både flertalet grampositiva (exempelvis streptokocker, enterokocker och stafylokocker) och gramnegativa (exempelvis Escherichia coli och andra Enterobacteriaceae samt Pseudomonas aeruginosa) bakterier, inklusive anaerober som Bacteroides fragilis. 
Piperacillin används alltid i kombination med betalaktamashämmaren tazobaktam. Kombinationen, piperacillin-tazobaktam, tas upp dåligt via mag-tarmkanalen och ges därför intravenöst på sjukhus. Det är ett preparat reserverat för allvarliga infektioner. 

## Användning
Piperacillin är vanligt förekommande inom akutsjukvården och används främst vid svåra bukinfektioner och andra svåra infektioner som till exempel sepsis, sjukhusförvärvad lunginflammation (nosokomial pneumoni) samt vid oklar feber hos neutropena patienter.